# Chiesa dell'Assunzione di Maria (Gerusalemme)
La chiesa dell'Assunzione di Maria (più conosciuta come la tomba di Maria o Tomba della Vergine) è una chiesa di Gerusalemme, posta ai piedi del monte degli Ulivi. È proprietà comune dei cristiani greco-ortodossi e armeni, secondo i regolamenti previsti dallo Statu Quo emanato dalla Sublime porta l'8 febbraio 1852 e confermato dal Trattato di Berlino nel 1878.

## Storia
Nessun passo biblico parla della morte di Maria: è solo il Transito della Vergine, un testo apocrifo il cui autore raccoglie tradizioni dell'epoca apostolica, che parla della morte e assunzione di Maria in cielo. La tradizione e la devozione popolare hanno sempre riconosciuto, fin dal II secolo, questo luogo come il luogo in cui la madre di Gesù fu assunta in cielo.
Nel IV secolo fu costruita una prima chiesa, scavata nella roccia viva. Nel 395 il breviario di Gerusalemme cita le tomba di Maria come sita nella valle della basilica di Santa Maria. Gli autori dell'epoca bizantina menzionano anch'essi questo luogo.
Nel secolo seguente il vescovo Giovenale di Gerusalemme consacrò la chiesa alla Madre di Dio. Ciò avvenne dopo il Concilio di Efeso del 431, che proclamò il dogma della Maternità divina di Maria. Nel VI secolo fu costruita una grande basilica a pianta rotonda sopra la chiesa precedente, la quale divenne la cripta del nuovo edificio che custodì il sepolcro della Madonna.
Prima dell'arrivo del Crociati la parte superiore della chiesa era già stata distrutta; i monaci benedettini, negli anni 1112-1130, edificarono sopra la cripta una nuova chiesa con annesso monastero. Nel 1187 anche questo venne distrutto da Saladino; fu risparmiata però la cripta in onore della “beatissima madre del profeta Gesù”.
Di proprietà dei francescani, nel 1757 venne loro tolta ed affidata in comune ai cristiani greco-ortodossi ed armeni.
Di fatto, dunque, a noi è giunta solo la cripta, a cui si accede per una lunga scalinata. Il forte dislivello fra l'entrata e l'ambiente sotterraneo è causa di frequenti inondazioni, l'ultima delle quali risale al 1972.

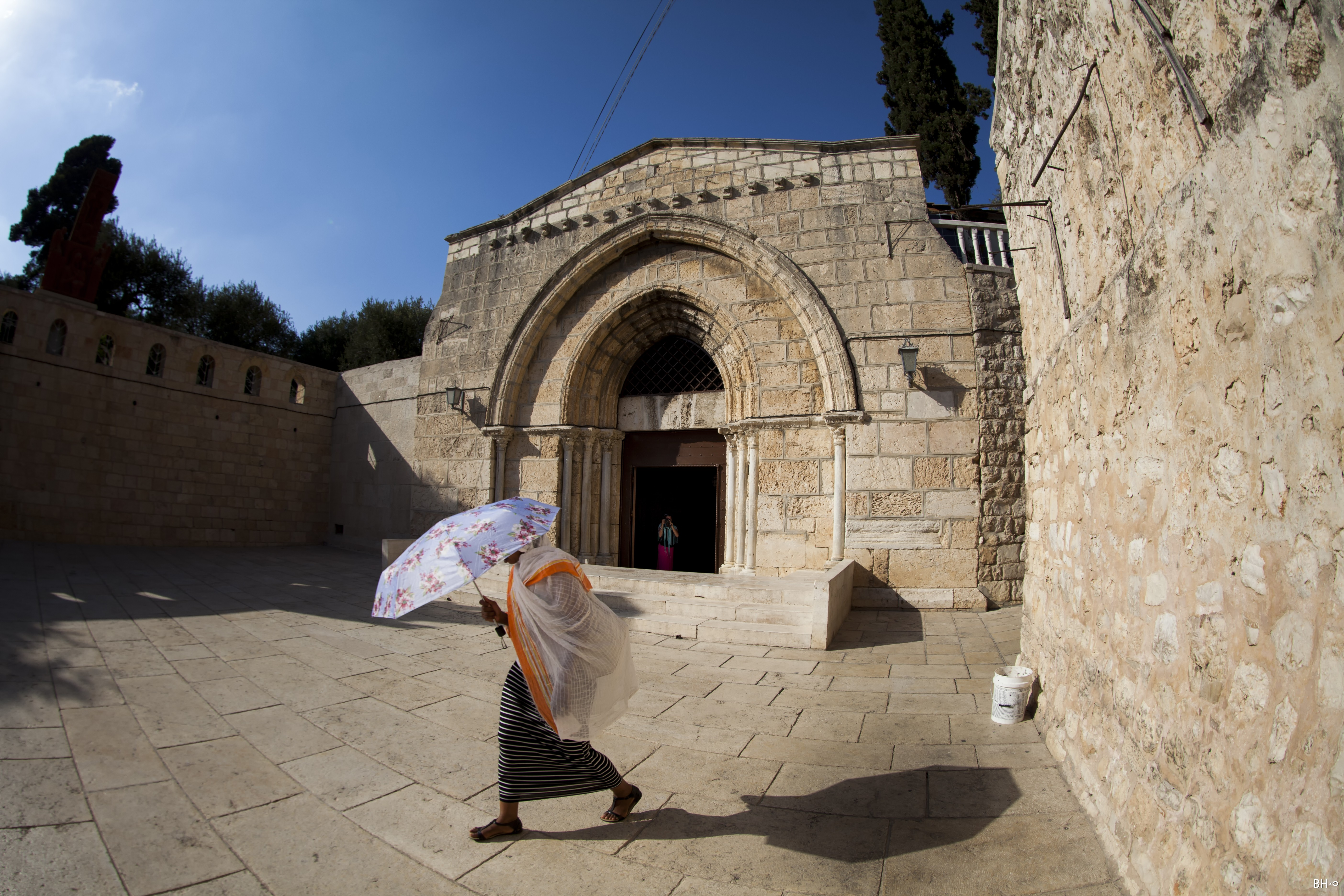
L'entrata della chiesa

## L'interno
La facciata ha subito diversi rifacimenti nel corso dei secoli, ma conserva ancora l'austero stile crociato. Di epoca crociata è anche la scala che conduce all'ambiente sacro: disposte ai lati della scala vi sono la cappella di san Giuseppe (ove in epoca crociata vi erano le tombe di Baldovino III e della madre di Boemondo III), e la cappella dei santi Gioacchino e Anna (costruita sulla tomba della regina Melisenda, madre di Baldovino II).
La chiesa sotterranea è impreziosita da quadri, lampade e pregevoli icone, tipico dello stile cristiano-orientale di ornare le chiese. La tomba della vergine Maria consiste in un blocco di pietra, alto da 1,50 a 1,80 metri, con due aperture che servono da passaggio per i pellegrini. La roccia su cui la tradizione dice che fu deposto il corpo di Maria è corroso dal tempo e dalla devozione dei fedeli, che in passato asportavano pezzetti di pietra come reliquie.